# 角毛蚶
是魁蛤目魁蛤科毛蚶属的一种。主要分布于中国大陆、台湾，常栖息在潮下带。